# زین‌الدین محمد صغیر
زین‌الدین محمد صغیر (انگلیسی: Zineddine Mohamed Seghir؛ زادهٔ ۲۲ اوت ۱۹۵۹) بازیکن هندبال اهل الجزایر بود.